# 李堈
李堈（：／ I Gang，1877年3月30日—1955年8月15日），大韓帝國皇族成員、韓國獨立運動家。本貫全州李氏，初名平吉（평길），號晚悟（만오）。他是朝鮮高宗的第五子，母親是宮人張氏。初封義和君（：／ Uihwa-gun），後升為義親王（：／ Ui-chinwang）。日本吞併韓國後降為公爵，稱李堈公。

## 生平
關於李堈幼年的官方紀錄並不是很多，這可能與其生母張氏在宮中的地位有關。李堈很早即按照國王庶子的慣例出宮居住，在朴泳孝居所待了幾年。甲申政變的時候，李堈和母親張氏被朴泳孝等开化党人接进宫，有传闻说开化党企图立李堈为王；不過等事變過後，李堈母子又再度出宫。此後，李堈混跡市井之中，聲望變得很差。在嫡母閔妃陳請之下，他在1892年1月28日獲封為義和君（의화군），1893年與仁穆王后之父、延興府院君金悌男的後代金思濬之女金淑（德仁堂金氏）結婚。不過李堈放蕩依然，債務、訴訟等事件纏身，使原本欲培養李堈的閔妃也失望。1894年，日本在甲午戰爭取勝，代表皇室前往日本祝賀。
1895年獲任命為歐洲特派大使，之後調往日本、美國。在國外之時，李堈又被遙封為義親王，已經過世的生母張氏也追贈為淑媛。1900年，李堈前往日本的慶應大學留學，之後再到美國維吉尼亞州賽勒姆市的羅諾克學院及德拉瓦州的衛斯理大學，又到過夏威夷、三藩市等地逗留及繼續學業。1906年，伊藤博文就任統監府統監，安排已經在國外十多年的義親王回國。1907年，被授與大勳位金尺大綬章。同一年，朝鮮高宗被迫禪位、李堈的兄長朝鮮純宗即位，在決定儲君的時候，由於李堈多年來的風評極差、又因為長年在韓國國內沒有政治根基，他們的幼弟李垠沒遇到太大阻力，就被立為皇儲。
1910年，日韓合邦，李堈的頭銜從義親王被降為「公」，列為王公族；也被封為陆军中将，配置韩国人担任的御付武官。不過，即便李堈擁有恩赐公债的利息，以及庆尚南道的马山、巨济、熊川、永兴渔场等收入，李堈仍然多有透支、私起債務等事，因此李王職以及一些朝鮮貴族決議要廢除李堈的爵位；李堈為擺脫控制，也多次提出要辭去王公族身分，最後卻被日本皇室否決。1919年，高宗駕崩、大韩民国临时政府成立，獨立組織「大同團」想要擁立李堈作為號召，李堈知悉後表態支持，在大同團協助下試圖亡命上海並寄信表達四項聲明，不過未遂。之後，日本政府宣稱李堈被“诱拐”，又說他出逃是為了重新享受放蕩的生活。1925年（大正14年）11月10日，《王公家軌範》頒布，李堈在1930年根據條款讓位給長子李鍵，實行隱居，但是公族身分、殿下敬稱依然保留。
1955年8月15日於首爾城北區的別墅城樂園離世，享壽七十九歲，葬於其父皇在南楊州市的洪裕陵內，即今日陵園內的義王墓。

## 家庭
義親王李堈和正室無子，和其他側室育有12男9女。除了其夫人李堈公妃金氏以及兩子李鍵、李鍝擁有日本公族身分與待遇之外，其所有其他子女、側室都不被承認為王公族。因此，這些子女中有的便出繼到李埼鎔子爵等人的名下，讓他們以朝鮮貴族養子女名義接受教育。
- 正室：德仁堂金氏（朝鲜语：덕인당 김씨），本名金淑（김숙，1880年12月22日—1964年1月14日），結婚時被封為延原郡夫人，後稱為義親王妃、李堈公妃金氏。
- 側室：修觀堂鄭氏（수관당 정씨）
  - 长子李鍵（이건，1909年10月28日—1990年12月21日），1930年接替父親成為寺洞宮當主。1947年喪失爵位後加入日本籍，改名桃山虔一；他和他的後代因此喪失朝鮮皇族的資格。
- 側室：修仁堂金氏（수인당 김씨），本名金興仁（김흥인）。
  - 次子李鍝（이우，1912年11月15日—1945年8月7日），過繼為永宣君李埈鎔養子。與朴泳孝孫女朴贊珠結婚，有二子：李清、李淙。
  - 五子李鑄（朝鲜语：이주 (황족)）（이주，1918年—1982年），又名李壽吉（이수길）、譜名李海昶（이해창），過繼為李鎮翼後裔、男爵李寅鎔（朝鲜语：이인용 (조선귀족)）養子；有二子二女[14][15]。1971年至1974年間任全州李氏大同宗約院第7任理事長。[16]
  - 六子李锟（朝鲜语：이곤 (1919년)）（이곤，1919年—1984年），長兄於1947年歸化日籍之後，成為李堈的繼承人，有一子。
- 側室：修賢堂鄭氏（수현당 정씨），本名鄭雲石（정운석）。
  - 三子李鎊（이방，1914年—1951年），無子。
- 側室：曹秉淑（조병숙）
  - 四子李鋹（이창，1915年—卒年不详），过继為李憲鎔（朝鲜语：이헌용）養子。
- 側室：修德堂李氏（수덕당 이씨），本名李希春（이희춘）。
  - 长女李海琬（이해완，1915年—1981年），子爵李埼鎔養女。
  - 次女李海瑗（이해원，1919年—2020年），李埼鎔養女。1936年与李昇圭结婚，有三子一女。2006年自行宣布登基為女皇。
- 側室：修完堂金氏（수완당 김씨），本名金貞完（김정완）。
  - 三女李海珺（이해춘，1920年—2009年），李埼鎔養女。與朴泳孝長孫朴贊汎（朝鲜语：박찬범 (조선귀족)）侯爵結婚，有一子朴亨雨（1937－2012），後離婚。[17]
- 側室：修吉堂朴氏（수길당 박씨）, 本名朴英喜（박영희）。
  - 四女李海璛（이해숙，1920年—卒年不詳），李埼鎔養女。
- 側室：宋氏
  - 七子李鑛（이광，1921年—1952年），过继為李埼鎔養子。
- 側室：修慶堂金氏（수경당 김씨），本名金昌熙（김창희）。
  - 八子李鉉（이현，1922年—1996年）
- 側室：金今德（김금덕，1909年—1975年）
  - 五女李海瓊 （이해경，1930年生），李埼鎔養女。在美国。
- 側室：咸開鳳（함개봉）
  - 九子李钾（이갑，1938年—2014年），又名李海龍（이해룡），全州李氏族長李源之父。
- 側室：金蕙洙（김혜수）
  - 六女李惠子（이혜자，1940年生）
  - 十一子李鐶（이환，1944年生）
  - 九女李昌惠（이창혜，1953年生）
- 側室：洪貞順（홍정순）
  - 十子李錫 （이석，1941年生），有二女一子。
  - 七女李海珃（이해염，1944年生）
  - 十二子李鉦（이정，1947年生）
  - 八女李海瑢（이해용，1950年生）

## 備註
1. ↑  金悌男→金珪→金弘錫→金澔→金相尹→金烒→金載鼎→金鋎→金升淵→金德秀→金思濬[3]